# Autographa sansoni
Autographa sansoni är en fjärilsart som beskrevs av Frederic Hova Wolley Dod 1910. Autographa sansoni ingår i släktet Autographa och familjen nattflyn, Noctuidae. Inga underarter finns listade i Catalogue of Life.